# Downs Nunatak
Downs Nunatak är en nunatak i Antarktis. Den ligger i Västantarktis. Argentina, Chile och Storbritannien gör anspråk på området. Toppen på Downs Nunatak är 1 000 meter över havet, eller 104 meter över den omgivande terrängen. Bredden vid basen är 1,8 km.
Terrängen runt Downs Nunatak är platt åt nordväst, men åt sydost är den kuperad. Trakten är obefolkad. Det finns inga samhällen i närheten.